# جيفري ألكر ماير
جيفري ألكر ماير (بالإنجليزية: Jeffrey A. Meyer)‏ هو قاضي ومحامي أمريكي، ولد في 13 أبريل 1963 في سليبي هالو في الولايات المتحدة.